# Sesarma
Genre
Sesarma est un genre de crabes de la famille des Sesarmidae.
Ils vivent principalement dans les mangroves, les marais et les zones côtières tropicales. Omnivores, ils se nourrissent de végétaux et de petits animaux. Certaines espèces sont semi-terrestres et jouent un rôle important dans l'écosystème en décomposant la matière organique.
Ce genre est désormais considéré comme restreint au continent américain, tous les espèces non américaines ayant été transférées dans d'autres genres. 

## Liste d'espèces
Selon Systema brachyurorum.
- Sesarma aequatoriale Ortmann, 1894
- Sesarma ayatum Schubart, Reimer & Diesel, 1998
- Sesarma bidentatum Benedict 1892
- Sesarma cookei Hartnoll, 1971
- Sesarma crassipes Cano 1889
- Sesarma curacaoense De Man, 1892
- Sesarma dolphinum Reimer, Schubart & Diesel 1998
- Sesarma fossarum Schubart, Reimer, Diesel & Türkay, 1997
- Sesarma jarvisi Rathbun, 1914
- Sesarma meridies Schubart & Koller 2005
- Sesarma rectum Randall, 1840
- Sesarma reticulatum (Say, 1817)
- Sesarma rhizophorae Rathbun, 1906
- Sesarma rubinofforum Abele 1973
- Sesarma sulcatum Smith 1870
- Sesarma verleyi Rathbun, 1914
- Sesarma windsor Turkay & Diesel 1994

## Remarques
Les données génétiques publiées par Schubart et al (1998) montrent que le genre Metopaulias est inclus dans le genre Sesarma. Toutefois, ces deux genres sont considérés comme valides à l'heure actuelle.